# Собственность Короны
Собственность Короны (Владения Короны) (англ. Crown Estate) представляет собой совокупность земель и владений в Великобритании и за её пределами, принадлежащих британскому государству, где монарх выступает в качестве единоличной корпорации (Короны), тем самым придавая владениям статус «государственного имущества Короны» («in right of the Crown»). Таким образом, оно не является ни полностью государственной, ни частной собственностью, а управляется независимым Советом (Crown Estate Commissioners). Монарх не связан с управлением данным имуществом, осуществляя лишь ограниченный контроль над делами. Вместо этого обширный портфель состояния контролируется полунезависимым государственным органом, который обязан осуществлять «полномочия, присущие праву собственности» на данное имущество, не являясь при этом «владельцами в своём собственном праве». Доходы от бывших наследственных владений предоставляются монархом в распоряжение Правительства Её Величества, таким образом напрямую поступая в распоряжение Казначейства. Собственность Короны формально является подотчётной парламенту Соединённого Королевства, и Совет обязан представлять ежегодный доклад монарху, копия которого направляется в Палату общин.
Собственность Короны является одним из крупнейших владельцев недвижимости в Великобритании: её портфель оценивается в £8,1 млрд, городская недвижимость ― на сумму около £4 млрд, владения в сельской местности ― в £1,049 млрд. Годовая прибыль корпорации составит £240,2 млн по состоянию на 31 марта 2012 года. Основную ценность представляет недвижимость в городах, в том числе в центре Лондона, но корпорация также владеет 144,000 га сельскохозяйственных и лесных земель, а также более чем половиной береговой полосы Великобритании. Она же владеет различными другими традиционными владениями и правами: например, ей принадлежит Аскотский ипподром и Большой Виндзорский парк.
Изначально владения Собственности Короны находились в ведении правящего монарха, который финансировал аппарат государственного управления. Однако в 1760 году Георг III передал контроль над доходами от имущества в казну, таким образом освободив себя от обязанности лично оплачивать расходы на содержание чиновничьего аппарата, выплатам по государственным и личным долгам. Взамен он начал получать ежегодный грант, известный как «цивильный лист». Согласно традиции, каждый последующий монарх продлевал эту договорённость после восшествия на престол.
Однако, теперь, начиная с 1 апреля 2012 года, в соответствии с условиями Акта о королевском гранте 2011 года, цивильный лист отменяется, и ныне монарх обеспечивается стабильным источником дохода, который индексируется в соответствии с уровнем чистого годового дохода Собственности Короны (в настоящее время ставка установлена на уровне 15 %). Целью данного акта было обеспечение долгосрочного решения проблемы, которое устраняла политически чувствительный вопрос о составлении цивильного листа, который обсуждался и принимался в парламенте каждые 10 лет. Акт о королевском гранте предусматривает, что все последующие монархи могут продлевать действие данного закона простым королевским указом в совете. Закон не влечёт за собой никаких юридических изменений в природе права собственности на королевские владения.

## История

### Коронные земли в Англии
История коронных земель в Англии начинается после окончания Нормандского завоевания. Когда Вильгельм I умер, земли, которые он приобрёл по праву завоевания, были по-прежнему в значительной степени нетронутыми. Его преемники на троне, однако, впоследствии жаловали крупные имения дворянам и баронам, которые формировали для них войско . Оставшаяся земля монарха была поделена на королевские имения, каждое из которых управлялось отдельно своим сенешалем. Период правления Вильгельма I и королевы Анны был характерен процессом постоянного отчуждения земель.
Коронные земли в течение веков расширялись и уменьшались в размерах: Эдуард I расширил свои владения в Уэльсе, а Яков I до восшествия на английский престол уже имел свои собственные коронные земли в Шотландии, которые были в конечном счёте объединены с землями Англии и Уэльса. Однако в целом приобретений было меньше: во время Реставрации, которая произошла в 1660 году, общий доход от коронных земель оценивался в £263,598 (что равняется £35,690,675 сегодня). К концу правления Вильгельма III (1689—1702), однако, доход сократился до около £6,000 (что равняется £886,054 сегодня).
До правления Вильгельма III все доходы королевства были дарованы монарху для общих расходов на управление. Эти доходы были двух видов:
- наследственные доходы, получаемые, в основном, из коронных земель, феодальные права (были заменены на наследственные акцизы в 1660 году), прибыли от почты, лицензий, и т. д.
- временные доходы, получаемые из налогов, предоставляемые королю сроком на несколько лет или пожизненно.

После Славной революции парламент сохранил под своим контролем основную часть временных доходов, и снял с государя бремя оплаты жалования морякам и солдатам и выплаты по государственному долгу. Во времена правления Вильгельма III, Анны, Георга I и Георга II монархи по-прежнему были ответственны за финансирование аппарата управления и поддержку королевского двора и достоинства: для этих целей им выделялись наследственные доходы и некоторые налоги.
По мере расширения государственного аппарата возрастала стоимость его содержания, которая начинала превышать доходы с коронных земель и феодальных прав: наконец, монархи оказались в личных долгах.
Вступив на престол, Георг III отказался от доходов от коронных земель, передав их в ведение парламента, вместе с этим отказавшись от ответственности за содержания бюрократического аппарата, а также освободившись от уже накопившихся долгов. Вместо этого он начал получать выплаты по цивильному листу, а также сохранил доходы, собираемые с герцогства Ланкастерского. Король сдал под парламентский контроль наследственные акцизы, доходы с почтовой системы, а также «малые ветви» наследственных доходов, в том числе доходы с аренды коронных земель в Англии (что в те времена составило около £11,000, или £1,499,917 сегодня). Взамен ему был дарован цивильный лист, который выделял ему £800,000 (что равняется £109,084,906 сегодня) для поддержки королевской фамилии.
Хотя король сохранил контроль над многими наследственными доходами, их не было достаточно для того, чтобы покрыть его расходы, поскольку он часто пользовался правом вознаграждать своих сторонников. Во время правления Георга долги, общая сумма которых превышала 3 млн фунтов стерлингов (что равняется £216,265,586 сегодня), выплачивались парламентом, поэтому время от времени платежи по цивильному листу увеличивались.

Каждый последующий монарх вплоть до Елизаветы II возобновлял действие данного договора между Георгом III и парламентом, и эта практика к девятнадцатому веку уже признавалась в качестве «неотъемлемой части Конституции, [от которой] сложно будет отказаться». Вместе с тем пересмотр механизмов финансирования монархии привёл к принятию Акта о королевском гранте в 2011 году, который, по заявлению Казначейства Её Величества представляет собой:
Новый грант совмещает в себе цивильный лист, субсидии на содержание королевских дворцов и расходы на путешествия для членов королевской семьи. Предполагается, что дальнейшее финансирование монархии будет осуществляться посредством ежегодной выплаты доли от дохода The Crown Estate через Казначейство, при условии государственного контроля над выплатами…
Грант содержит положения о расходах на содержание центрального аппарата и семьи Её Величества — таких вещах, как официальные приёмы, инвеституры, рауты и прочее. Он также распространяется и на поддержание порядка в королевских дворцах в Англии и на покрытие стоимости королевских путешествий.
В то время как сумма гранта будет привязана к прибыли от Собственности Короны, эти прибыли будут продолжаться выплачиваться в Казну; они не могут быть переданы в залог кому-либо. Соотношение размеров гранта и процента от прибыли имущества Собственности Короны поможет создать прочную и ясную основу для финансирования королевской семьи.
В апреле 2014 года в прессе появились сообщения о том, что Собственность Короны собирается продать около 200 из 750 сельских домов по всей Великобритании и их жильцы в процессе подготовки к продаже были принуждены к выселению.

### Коронные земли в Шотландии
В соответствии с Актом о Шотландии 2016 года, коронные земли на территории Шотландии (включая 37 000 га землевладений, прибрежную полосу, территориальные воды и 200-мильную исключительную экономическую зону) перешли в полное управление правительства Шотландии, в 2017 году возложившего эти функции на специально созданную для этого государственную корпорацию Crown Estate Scotland. Контрольные и правоохранительные функции в отношении пользования морских природных ресурсов выполняются директоратом Приморской охраны Шотландии и подведомственными ей кораблями и самолётами.

### Коронные земли в Ирландии
В 1793 году король Георг III отказался от доходов коронных земель в Ирландии, и взамен ему был предоставлен ежегодный цивильный лист на определённые виды расходов от ирландского гражданского правительства.
Начиная с 1 апреля 1923 года доходы с коронных земель собирало правительство Ирландии, которое также ведало и распоряжением ими .